# پیشگو (فیلم ۲۰۲۳)
پیشگو یا اوراکل (به انگلیسی: Oracle) فیلمی محصول سال ۲۰۲۳ و به کارگردانی دنیل دی‌گرادو است. در این فیلم بازیگرانی همچون رایان دستنی، هدر گراهام و بیبی آریل ایفای نقش کرده‌اند.